# Gaetano Reina
Gaetano Reina (kallad "Tom" eller "Tommy" Reina), född 27 september 1889 i Corleone på Sicilien, död 26 februari 1930 i Bronx, var en New York-gangster och boss över familjen Lucchese, en av de fem familjerna inom New Yorks maffia. 

## Biografi
Reina föddes 1889 i Corleone, en siciliansk stad nära Palermo. Familjen flyttade under det tidiga 1900-talet till New York. Reina började så småningom att arbeta för Morellolfamiljen, men när Morellofamiljen på 1910-talet försvagades av inbördes motsättningar, lämnade Reina Morellofamiljen och formade sitt eget gäng. År 1920 styrde han som boss över ett nytt gäng (vad som senare blev familjen Lucchese) som bedrev kriminell verksamhet huvudsakligen i Bronx, men också i delar av East Harlem. Hans gäng kontrollerade och hade monopol på handeln med is till isskåp. Reinas underboss var Tommy Gagliano, en tidigare medlem i Morellogänget, och en annan av hans underhuggare var Tommy Lucchese. 
Senare under 1920-talet ingick Reina en allians med Giuseppe "Joe the Boss" Masseria. Masseria, som liksom Reina tidigare tillhört Morellogänget, hade etablerat sig som en kraftfull maffiaboss och hans organisation (vad som senare blev familjen Genovese) var under det sena 1920-talet den största maffiafamiljen i New York.
I slutet på 1920-talet blev Reina inblandad i en konflikt mellan Masseria och Salvatore Maranzano. Maranzano, som kommit till New York 1925 från Sicilien, var boss för Castellammarefamiljen, ett maffiagäng huvudsakligen verksamma i Williamsburg, Brooklyn. Masseria och Maranzano blev snabbt rivaler, då både Masseria och Maranzano ville bli den mäktigaste maffiabossen, capo di tutti capi, i New York. Konflikten kulminerade i en rad våldsamma uppgörelser och mord under åren 1930-1931, under det så kallade Castellammaresekriget. Reina var en av de första maffiabossar som mördades i samband med denna konflikt. Reina blev misstänkt för att i hemlighet sympatisera med Maranzano och den 26 februari 1930 sköts han till döds på Sheridan Avenue i Bronx.
Reina var gift och hade sex barn med sin hustru Angelina, tre söner och tre döttrar. Hans äldsta dotter gifte sig 1932 med Joe Valachi.

### Mordet
På kvällen den 26 februari 1930 lämnade Reina sin älskarinnas lägenhet i Bronx (andra källor hävdar att han lämnade sin mosters hem efter middagen) då han blev utsatt för ett bakhåll och sköts till döds på gatan utanför huset. Masseria har misstänkts för att ligga bakom mordet, men hade alibi för själva mordet, då han befann sig i Miami den dagen då mordet ägde rum. Charles "Lucky" Luciano namngav i Martin A. Gosch och Richard Hammers bok The Last Testament of Lucky Luciano Vito Genovese som den som utförde mordet på Reina, men det finns också de som misstänker att det var Joseph Pinzolo. Enligt Joe Valachi i Peter Maas bok The Valachi Papers mördades Reina efter att ha motstått Masserias försök att öka sitt inflytande över Reinas isdistributionsverksamhet.
Enligt Luciano misstänkte Masseria i början på 1930 att Reina i hemlighet sympatiserade med Maranzano. Enligt Luciano ska Masseria ha gett honom i uppdrag att se till att Reina förblev lojal och inte gick över till Maranzano. I The Last Testament of Lucky Luciano framställs själva mordet på Reina som planerat av Luciano och hans sammansvurna, en grupp yngre maffiamedlemmar bestående av personer från både Masseria och Maranzanos organisationer som i hemlighet arbetade för att bryta upp den gamla maffians dominans, vars normer och synsätt enligt Luciano bara begränsade affärsmöjligheterna. Mordet på Reina såg Luciano och hans sammansvurna som nödvändigt för att de själva skulle klara sig levande ur och vinna på konflikten mellan Masseria och Maranzano.

### Efterspel
Efter Reinas död utsåg Masseria Joseph Pinzolo till ny boss över Reinas organisation. Arga över att förbigås hoppade Reinas tidigare underhuggare Gagliano och Lucchese av Masserias organisation. Senare fortsatte Masseria att försvagas, eftersom fler gängmedlemmar övergav honom. Slutligen slöt Luciano och andra av Masserias hantlangare en hemlig pakt för att undanröja Masseria. Den 14 april 1931 mördades Masseria på en restaurang på Coney Island i New York. 
Joseph Pinzolo blev mördad några månader senare. Han hittades död den 5 september 1930.
Segraren i Castellammaresekriget, Salvatore Maranzano, åtnjöt en kort tid som capo di tutti capi. Den 10 september 1931 sköts och knivhöggs Maranzano till döds på sitt kontor av fyra lönnmördare, med tyst medgivande av Luciano och hans anhängare. Efter hans död gick hans familj så småningom över till familjen Bonanno.